# Hovops pusillus
Hovops pusillus is een spinnensoort in de taxonomische indeling van de Selenopidae.
Het dier behoort tot het geslacht Hovops. De wetenschappelijke naam van de soort werd voor het eerst geldig gepubliceerd in 1887 door Eugène Simon.